# Бланкизм

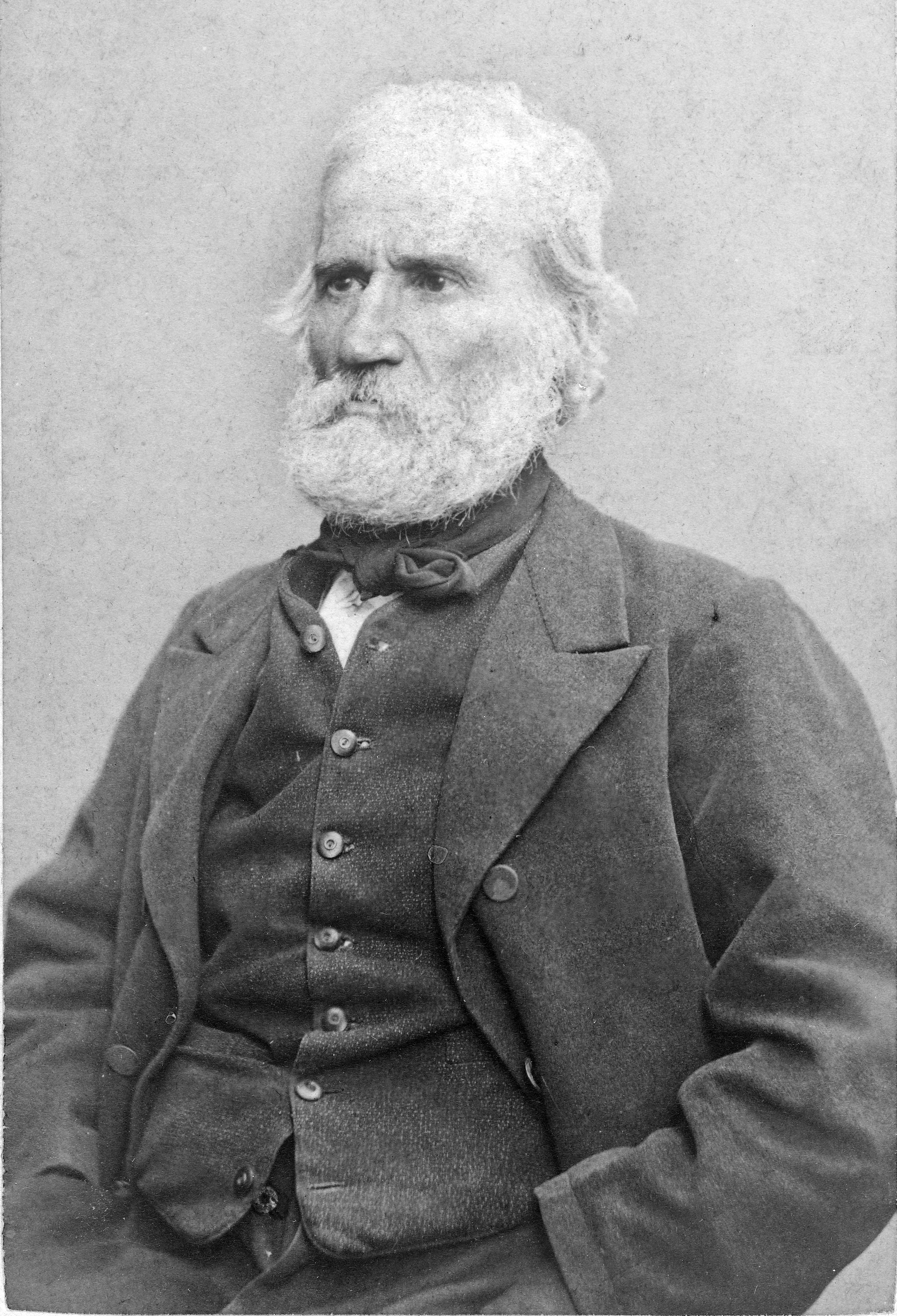
Луи Огюст Бланки

Бланки́зм— левое революционное течение, отдающее приоритет заговорщической деятельности и террору против властей. 
Революционное течение названо по имени своего главного идеолога — социалиста-утописта Луи Огюста Бланки.

## Трактовка революции
Для Бланки сама революция была важнее, чем следующее за ней общественное устройство: уничтожение буржуазного порядка являлось для него самодостаточной целью. Он не верил ни в ведущую роль рабочего класса, ни в народные движения. Бланкисты отстаивали необходимость создания узкой тайной иерархической организации, ставящей своей задачей свержение существующего режима путём внезапного вооруженного выступления и установление временной диктатуры революционеров, которая заложит основы нового, социалистического порядка, после чего власть должна быть передана народу. Отказываясь от пропаганды в широких массах, чтобы не подвергать опасности нелегальную организацию, они делали ставку на неожиданность нанесения удара и неподготовленность правительства к отпору.
Некоторые попытки реализации бланкистских доктрин (например: восстание 12 мая 1839 года, организованное «Обществом времён года»; а также восстание 14 августа 1870 года в Париже) окончились полной неудачей. В результате чего бланкистам приходилось поступать на практике вопреки своей теории (например, во время Парижской Коммуны).
При этом идеи бланкизма продолжали использоваться частью революционеров. Например, в 1870-х годах с французскими бланкистами сблизился П. Н. Ткачёв — идеолог якобинского направления в народничестве. Идеи Ткачёва окажут серьёзное влияние на большевизм.

## Большевизм
Некоторые известные марксисты, такие как Эдуард Бернштейн и Роза Люксембург считали бланкистами большевиков и лично Ленина. Так, Роза Люксембург считала бланкизмом ленинскую концепцию партийной элиты, как авангарда рабочего класса. В своей статье «Организационные вопросы российской социал-демократии», позднее изданной под заголовком «Ленинизм или Марксизм?» Люксембург писала:

Для Ленина разница между социал-демократией и бланкизмом сводится к тому, что место кучки заговорщиков занимает сознательный пролетариат. Он забывает, что такой подход предполагает полный пересмотр наших взглядов на организацию и, следовательно, иную концепцию централизма и роли партии в [революционной] борьбе. [По Ленину] подготовка революции есть дело лишь небольшой группы революционеров, нацеленных на совершение переворота. Более того, из соображений революционной конспирации [по Ленину], считалось желательным держать массы в неведении относительно планов революционеров.
Оригинальный текст (англ.)For Lenin, the difference between the Social Democracy and Blanquism is reduced to the observation that in place of a handful of conspirators we have a class-conscious proletariat. He forgets that this difference implies a complete revision of our ideas on organization and, therefore, an entirely different conception of centralism and the relations existing between the party and the struggle itself. [...] Preparation for the revolution concerned only the little group of revolutionists armed for the coup. Indeed, to assure the success of the revolutionary conspiracy, it was considered wiser to keep the mass at some distance from the conspirators.
Эту критику пытались поддерживать некоторые российские социал-демократы, в частности Г. В. Плеханов.  Ленин отрицал это обвинение, утверждая, что меньшевики используют его риторически и безосновательно.

## Оценки
Как пишет М. М. Ковалевский о позиции Маркса:
В рецензии на книгу Шеню о заговорщиках он очень определённо высказывает своё отрицательное отношение к тем, кто считает возможным ускорить ход событий путём заговоров. Таких людей он называет алхимиками революции. Они изощряются в изобретениях, призванных, в их глазах, совершить чудеса, и не желают считаться с теми предпосылками, без которых никакое движение не может найти почвы…